# Titres officiels malaisiens
En Malaisie ainsi qu'à Brunei, il est toujours très commun d'utiliser des titres et des appellations honorifiques. L'ensemble de ces titres est assez complexe. Ils peuvent être accordés indifféremment aux hommes et aux femmes, mais chaque titre possède une forme déclinée pour la conjointe. Cependant, cette forme ne sera pas accordée au mari d'une femme détenant un titre. Une femme portera le même nom de titre qu'un homme.
L'appellation courante qui devrait être employée pour s'adresser ou écrire formellement est la suivante : Titre Honoraire, Rang Universitaire ou Militaire, Titre Royal, Titre, Docteur (de médecine ou de littérature), Haji/Hajjah (Pour les musulmans qui ont accompli le Hajj), nom
Ex : Tun Dr Mahathir Mohamad (l'ancien premier ministre) Yang Berbahagia Profesor Datuk Dr Hjh Nom

## Les titres royaux
- Yang di-Pertuan Agong est le titre suprême malaisien, souvent traduit par Roi, est accordé au sultan élu par ses 8 pairs pour une période de cinq ans.
- Yang di-Pertuan Negara est le titre officiel du Sultan de Brunei. Ce titre était aussi utilisé à Singapour jusqu'à son indépendance en 1965, date à partir de laquelle le titre devint Président.
- Yang di-Pertuan Negeri n'est pas un titre royal, mais représente le Gouverneur d'un État qui ne fait pas partie d'une famille royale.
- Sultan

## Les titres fédéraux
Les titres suivants peuvent être accordés par le Yang di-Pertuan Agong, qu'aux citoyens malaisiens. Ils sont honorifiques et non héréditaires. La limite sur le nombre de possesseur exclut les récompenses honorifiques accordées aux étrangers, qui peuvent utiliser ces titres localement. 

### Tun
Tun est le titre non-royal le plus élevé. Le nombre de Tun est limité à 25 tenants vivants au même moment. La femme d'un Tun est appelée Toh Puan.  
Les derniers titres de Tun accordés (à la date de juin 2005), l'ont été à l'ancien premier ministre malaisien Tun Dr Mahathir Mohamad et à sa femme, Tun Dr. Siti Hasmah Mohamad Ali. De plus, quelques Chinois ont également reçu ce titre, comme Ling Liong Sik.

### Tan Sri
Tan Sri est le second titre dans l'ordre et est limité à 75 tenants vivants. La femme d'un Tan Sri est appelée Puan Sri. 

### Datuk ou Dato
Les titres de Datuk ou Dato sont conférés par le gouvernement fédéral depuis 1965 et est limité à environ 200 personnes. La femme d'un Datuk ou Dato est appelée Datin.

### Autres titres
- Syed pour les hommes et Sharifah pour les femmes, désignent descendants directs (par le sang) du Prophète Mahomet.
- Tuan est équivalent à Maître. Ce titre devenu obsolète car d'une connotation trop féodale, est cependant fréquemment utilisé
- Encik est équivalent à Monsieur, est nettement plus formel et plus utilisé en Indonésie
- Puan est équivalent à Madame.
- Cik est équivalent à Mademoiselle.